# Piloselloides
Piloselloides (Less.) C.Jeffrey, 1967 è un genere di piante angiosperme dicotiledoni erbacee della famiglia delle Asteraceae.

## Descrizione

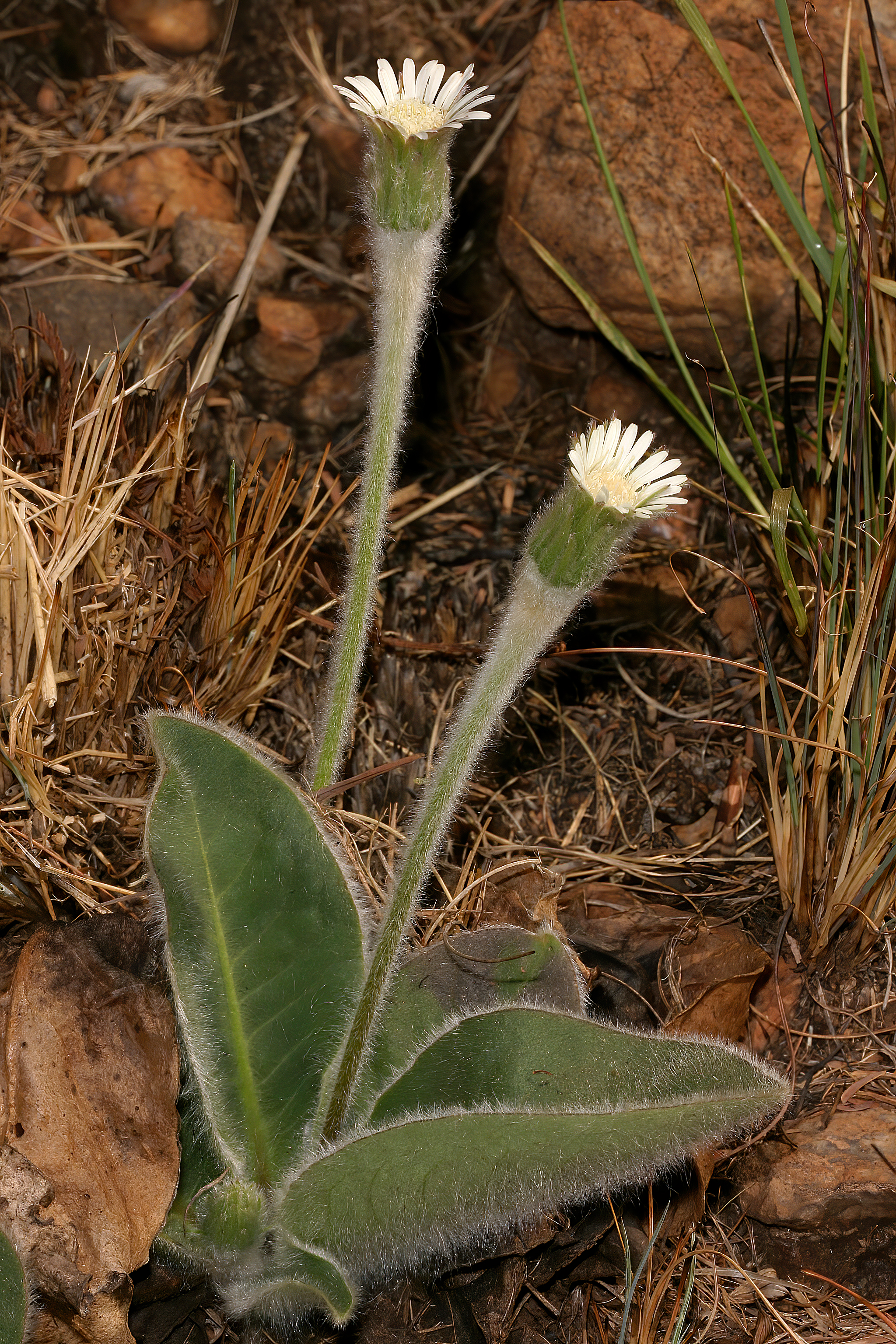
Il portamento
Piloselloides hirsuta

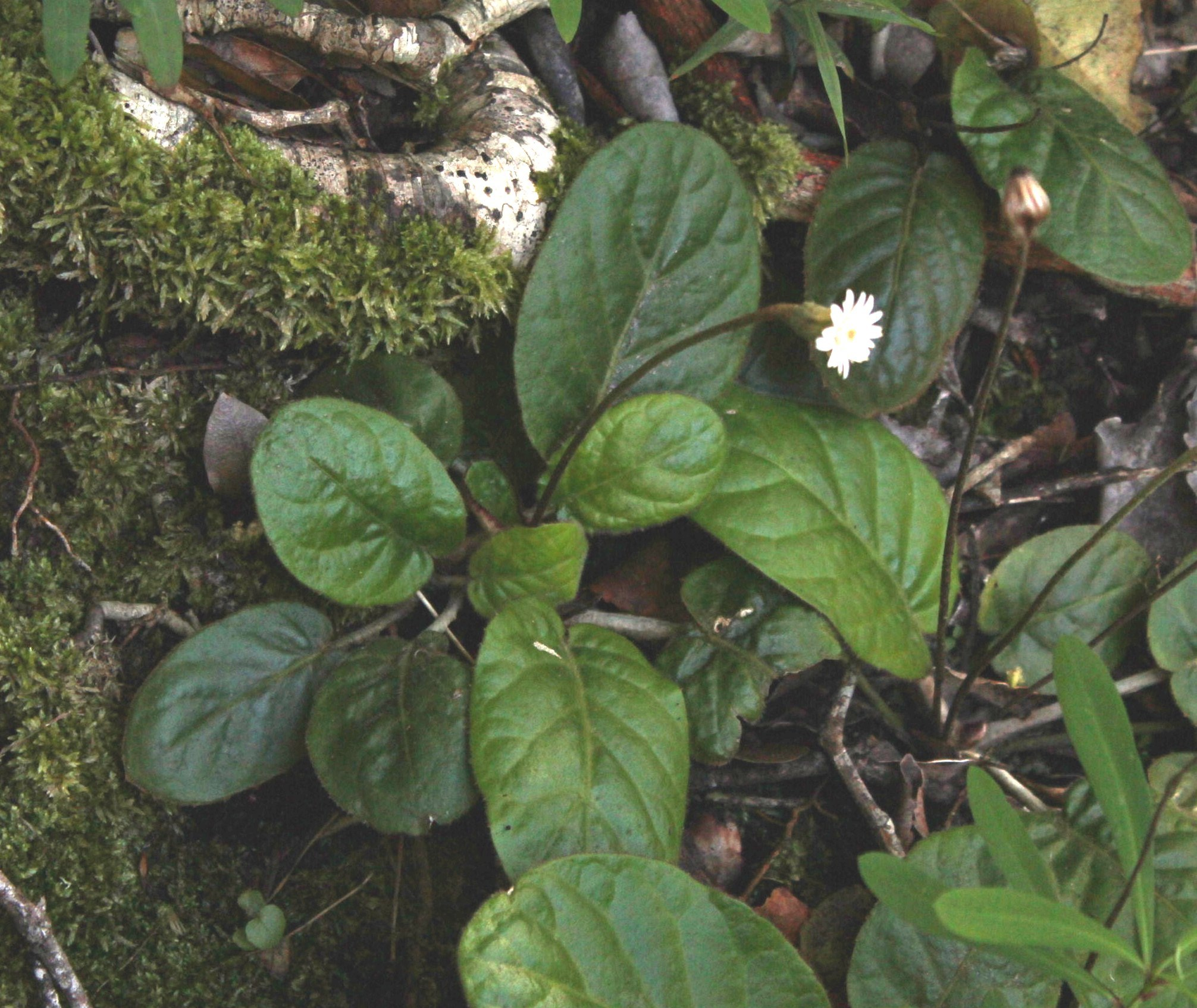
Le foglie
Piloselloides cordata

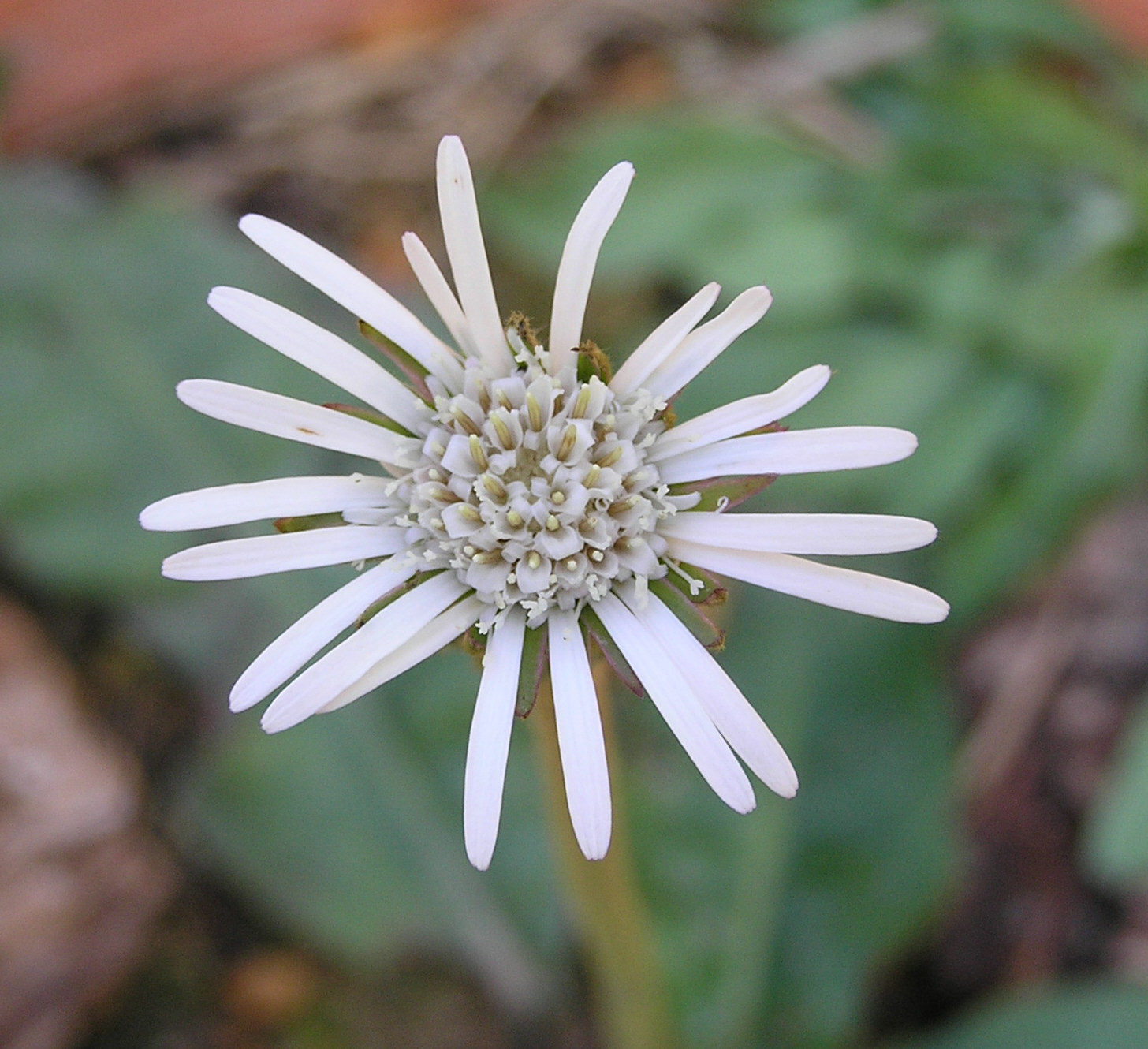
I fiori
Piloselloides hirsuta

Le specie di questa voce sono piante perenni con portamenti erbacei.
In genere sono presenti solo foglie basali. Le foglie lungo il caule sono disposte in modo alternato. Quelle basali spesso formano delle rosette (disposizione rosulata). La forma delle lamine varia da obovata a oblunga.
Le infiorescenze sono composte da capolini scaposi, terminali e solitari o molti per pianta. I capolini sono radiati, eterogami e casmogami (cioè che presentano l'usuale meccanismo di impollinazione incrociata dopo la fioritura) e sono formati da un involucro a forma cilindrica, spiraleggiante, campanulata o emisferica composto da brattee (o squame) all'interno delle quali un ricettacolo fa da base ai fiori di due tipi (più o meno): tubulosi e ligulati. Le brattee, simili a foglie, disposte su 2 serie in modo embricato sono di vario tipo e consistenza. Il ricettacolo, glabro, a forma piatta e alveolato, è nudo (senza pagliette).
I fiori (tutti fertili) sia quelli tubulosi che ligulati sono tetra-ciclici (ossia sono presenti 4 verticilli: calice – corolla – androceo – gineceo) e pentameri (ogni verticillo ha 5 elementi). I fiori sono ermafroditi, actinomorfi o zigomorfi e fertili. In genere i fiori del raggio (quelli periferici) sono femminili e disposti su 2 serie, con corolla bilabiata (più o meno zigomorfi). I fiori del disco (quelli centrali), sono ermafroditi, con corolle subligulati.
- Formula fiorale:

*/x K {\displaystyle \infty }, [C (5), A (5)], G 2 (infero), achenio
- Calice: i sepali del calice sono ridotti ad una coroncina di squame.
- Corolla: la corolla è formata da un tubo terminante in modo bilabiato. Il labbro esterno dei fiori periferici ha tre dentelli (la serie più esterna ha un arto molto evidente); quello interno ha 2 lobi filiformi arrotolati. I fiori interni (del disco) hanno un labbro con tre denti (quello più esterno), mentre l'altro è profondamente bi-lobato.
- Androceo: gli stami sono 5 con filamenti liberi, glabri o papillosi e distinti, mentre le antere sono saldate in un manicotto (o tubo) circondante lo stilo. Le antere in genere hanno una forma sagittata con base caudata lunga e appendici troncate. Il polline normalmente è tricolporato a forma sferica (può essere microechinato).
- Gineceo: lo stilo è filiforme; gli stigmi dello stilo sono due divergenti, corti e papillosi. L'ovario è infero uniloculare formato da 2 carpelli. L'ovulo è unico e anatropo.

I frutti sono degli acheni con pappo. La forma dell'achenio in genere è fusiforme con un lungo becco e varie coste. Il pericarpo può essere di tipo parenchimatico, altrimenti è indurito (lignificato) radialmente; la superficie è finemente ispida. Il carpopodium è assente, oppure ha delle forme anulari. Il pappo, formato da una o più serie di setole piumose o barbate, decidue o persistenti, è direttamente inserito nel pericarpo o connato in un anello parenchimatico posto sulla parte apicale dell'achenio.

## Biologia
- Impollinazione: l'impollinazione avviene tramite insetti (impollinazione entomogama tramite farfalle diurne e notturne).
- Riproduzione: la fecondazione avviene fondamentalmente tramite l'impollinazione dei fiori (vedi sopra).
- Dispersione: i semi (gli acheni) cadendo a terra sono successivamente dispersi soprattutto da insetti tipo formiche (disseminazione mirmecoria). In questo tipo di piante avviene anche un altro tipo di dispersione: zoocoria. Infatti gli uncini delle brattee dell'involucro si agganciano ai peli degli animali di passaggio disperdendo così anche su lunghe distanze i semi della pianta.

## Distribuzione e habitat
Le specie di questo gruppo sono distribuite in Africa (centrale e meridionale) e Asia (tropicale-orientale).

## Tassonomia
La famiglia di appartenenza di questa voce (Asteraceae o Compositae, nomen conservandum) probabilmente originaria del Sud America, è la più numerosa del mondo vegetale, comprende oltre 23.000 specie distribuite su 1.535 generi, oppure 22.750 specie e 1.530 generi secondo altre fonti (una delle checklist più aggiornata elenca fino a 1.679 generi). La famiglia attualmente (2021) è divisa in 16 sottofamiglie.

### Filogenesi
La sottofamiglia Mutisioideae, nell'ambito delle Asteraceae occupa una posizione "basale" (si è evoluta precocemente rispetto al resto della famiglia) ed è molto vicina alla sottofamiglia Stifftioideae. La tribù Mutisieae con la tribù Nassauvieae formano due "gruppi fratelli" ed entrambe rappresentano il "core" della sottofamiglia.
Il genere Piloselloides  è descritto all'interno della tribù Mutisieae, raggruppamento che la classificazione tradizionale collocava all'interno della sottofamiglia Cichorioideae e che la moderna classificazione filogenetica ha ricollocato, ridisegnandone i confini, all'interno della sottofamiglia Mutisioideae. Provvisoriamente il genere fa parte del gruppo informale Gerbera Complex.
All'interno del "Gerbera Complex" il genere di questa voce, da un punto di vista filogenetico e quindi evolutivo, fa parte del "Clade B" formato dai generi Chaptalia, Gerbera, Leibnitzia, Oreoseris, Piloselloides e Perdicium. È molto vicino al genere Gerbera; in effetti da poco le sue due uniche specie sono state separate dal genere Gerbera. Le possibili date relative alla divergenza di questo genere dal clade B variano da 12 a 5 milioni di anni fa.

### Elenco specie
Questo genere comprende le seguenti 2 specie:
- Piloselloides cordata (Thunb.) C.Jeffrey
- Piloselloides hirsuta (Forssk.) C.Jeffrey ex Cufod.